# Кошечко В'ячеслав Григорович
В'ячеслав Григорович Кошечко (22 червня 1946, Житомир) — український фізик та хімік, академік НАН України.

## Біографія
В'ячеслав Кошечко народився 22 червня 1946 року в місті Житомир.
Закінчив Ужгородський  університет в 1969 році.
З 1971 працює в Інституті фізичної хімії НАН України у Києві, 1986 — завідувач лабораторією електроорганічних реакцій, протягом 1998—2008 — заступник директора з наукової роботи, з 2008 — директор та водночас завідувач відділу вільних радикалів.
Отримав ступінь доктора хімічних наук у 1987 році.
З 1996 року професор.
Віце-президент Національної академії наук України, голова Секції хімічних і біологічних наук. Член Президії НАН України.

## Наукова діяльність
Зробив значний внесок у розвиток ряду проблем сучасної фізичної хімії: теорії хімічної будови, кінетики та реакцій здатності; елементарних актів і механізмів хімічної реакцій; фізико-хімічних принципів управління хімічними процесами та різних методів їхньої активації; термодинаміки, сольватохромії, асоціативно-дисоціативні рівноваги за участі іон-радикалів; кінетики і механізмів електрокаталітичних реакцій; гомогенного каталізу; електроорганічної хімії; розроблення сучасних підходів до створення хімічних джерел струму.
Обґрунтував положення про ключову роль катіон-радикалів у перебігу низки процесів електрофільного заміщення; виявив і сформулював основні фактори, що визначають реакцію здатності катіон-радикалів різних класів в окисно-відновлювальних реакціях з вільними радикалами, органічними та неорганічними молекулами; розробив нові ефективні хімічні та електрохімічні способи одержання важливих органічних сполук; створив та впровадив у серійне виробництвово в Україні й Росії нові літієві джерела струму.

## Звання та нагороди
- Лауреат Республіканської комсомольської премії ім. М. Островського в області науки і виробництва (1979).
- Заслужений  діяч науки  і техніки України (1997).
- Державна премія України в галузі науки і техніки (1993).
- Лауреат премій НАН України імені Л. В. Писаржевського (2012) та імені О. І. Бродського (1999)[2].
- Орден князя Ярослава Мудрого 3-го (2021)[3], 4-го (2016) та 5-го (2008) ступенів.